# Mieliznówka tęczowa
Mieliznówka tęczowa (Enhydris enhydris) – gatunek lekko jadowitego węża z rodziny Homalopsidae. Występuje w Azji Południowej i Południowo-Wschodniej.

## Występowanie
Mieliznówka tęczowa występuje we wschodnich i północno-wschodnich Indiach, Sri Lance, Nepalu, Bhutanie, Bangladeszu, Mjanmie, Laosie, Wietnamie, Kambodży, Tajlandii, Malezji, Singapurze oraz Indonezji (Bangka, Belitung, Jawa, Kalimantan, Celebes, Sumatra); stwierdzenia z południowo-wschodnich Chin uznawane są za wątpliwe.